# Bán hàng
Bán hàng là hoạt động liên quan đến việc bán một lượng hàng hóa hoặc dịch vụ trong một khoảng thời gian định trước.
Người bán hoặc nhà cung cấp hàng hóa và dịch vụ hoàn thành bán hàng để phản hồi việc mua lại, chiếm hữu, yêu cầu hoặc tương tác trực tiếp với người mua tại điểm bán hàng. Sau khi thông qua quyền sở hữu (tài sản hoặc quyền sở hữu) sản phẩm, và thanh toán giá cả, giao kèo sẽ được thực hiện theo một mức giá thỏa thuận. Trong đó, người bán thường hoàn tất việc bán hàng trước khi được thanh toán. Trong trường hợp tương tác gián tiếp, người bán hàng hóa hoặc dịch vụ thay mặt chủ sở hữu được gọi là nhân viên bán hàng, nhưng điều này thường đề cập đến người bán hàng trong cửa hàng / cửa hàng. phổ biến, bao gồm nhân viên bán hàng, trợ lý cửa hàng và nhân viên bán lẻ.
Ở các quốc gia luật theo Thông luật, doanh số bán hàng thường được điều chỉnh bởi Thông luật và bộ luật thương mại. Tại Hoa Kỳ, luật quản lý doanh thu hàng hóa có phần thống nhất trong phạm vi hầu hết các nghĩa vụ pháp lý đã áp dụng Điều 2 của Bộ luật thương mại thống nhất, mặc dù có một số biến thể không đồng nhất.

## Định nghĩa
Một cá nhân hoặc tổ chức quan tâm đến việc mua vật phẩm được cung cấp có giá trị được gọi là người mua tiềm năng hay khách hàng tiềm năng. Mua và bán được hiểu là hai mặt của cùng một "đồng xu" hoặc giao dịch. Cả người bán và người mua đều tham gia vào quá trình đàm phán để hoàn thành việc trao đổi các giá trị. Quá trình trao đổi hoặc bán hàng đã ngụ ý các quy tắc và các giai đoạn nhận dạng. Nó được ngụ ý rằng quá trình bán hàng sẽ tiến hành công bằng và đạo đức để các bên kết thúc gần như bằng khen thưởng. Các giai đoạn bán và mua, liên quan đến việc làm quen, đánh giá nhu cầu của từng bên đối với mặt hàng giá trị của người khác và xác định xem các giá trị được trao đổi có tương đương hay gần tương đương hay không, hoặc trong ngôn ngữ của người mua là "đáng giá". Đôi khi, người bán phải sử dụng kinh nghiệm bản thân khi bán sản phẩm với mức chiết khấu phù hợp.
Từ quan điểm quản lý, bán hàng được cho là một phần của tiếp thị, mặc dù các kỹ năng yêu cầu khác nhau. Trong cấu trúc doanh nghiệp, bán hàng thường tạo thành một nhóm riêng biệt gồm các nhân viên bán hàng. Bán được nhiều người coi là một loại "nghệ thuật" thuyết phục. Trái ngược với niềm tin phổ biến, phương pháp tiếp cận bán hàng là một quá trình có hệ thống các cột mốc lặp lại và đo lường được, trong đó một nhân viên bán hàng liên quan đến việc cung cấp sản phẩm hoặc dịch vụ của họ cho phép người mua đạt được mục tiêu của họ theo cách kinh tế. Trong khi quy trình bán hàng đề cập đến một quá trình có hệ thống các cột mốc lặp lại và có thể đo lường được, định nghĩa về việc bán hơi mơ hồ do tính chất gần gũi của quảng cáo, khuyến mãi, quan hệ công chúng và tiếp thị trực tiếp.
Bán hàng là thuật ngữ chỉ nghề nghiệp mang nghĩa rộng. Gần đây, đã có nhiều nỗ lực trong việc hiểu rõ ai là người bán hàng chuyên nghiệp. Có rất nhiều bài báo xem tiếp thị, quảng cáo, khuyến mãi và thậm chí cả quan hệ công chúng như một cách để tạo ra giao dịch độc đáo.
Hai thuật ngữ phổ biến được sử dụng để mô tả một nhân viên bán hàng là "Nông dân" và "Thợ săn". Thực tế là hầu hết những người bán hàng chuyên nghiệp đều có mỗi thứ một ít. Một "thợ săn" thường được kết hợp với những cá tính hung hăng sử dụng kỹ thuật bán hàng tích cực. Về phương pháp bán hàng, thợ săn đề cập đến một người tập trung vào việc mang về và chốt giao dịch. Quá trình này được gọi là "thu hút doanh số". Một ví dụ là bán hàng hóa từ xa, người bán giày cho đến người bán xe. Công việc của họ là tìm và trao đổi người mua. "Nông dân" bán hàng là người tạo ra nhu cầu bán hàng bằng các hoạt động trực tiếp ảnh hưởng và thay đổi quy trình mua hàng.
Nhiều người tin rằng trọng tâm của việc bán hàng là các đại lý của con người tham gia vào việc trao đổi giữa người mua và người bán. Việc bán hàng hiệu quả cũng đòi hỏi phương pháp tiếp cận hệ thống, tối thiểu liên quan đến các vai trò bán, cho phép bán hàng và phát triển doanh số. Việc bán hàng cũng liên quan đến nhân viên bán hàng có một bộ kỹ năng bán hàng cụ thể và kiến thức cần thiết để tạo điều kiện trao đổi giá trị giữa người mua và người bán vốn có sự khác biệt từ tiếp thị, quảng cáo, v.v.

Trong ba nguyên lý này, định nghĩa về bán hàng chuyên nghiệp sau đây được cung cấp bởi Hiệp hội Đào tạo và Phát triển Hoa Kỳ (ASTD):
| “ | Hệ thống kinh doanh toàn diện cần thiết để phát triển, quản lý, kích hoạt và thực hiện một cách có hiệu quả, trao đổi lẫn nhau giữa hàng hóa hoặc dịch vụ với giá trị công bằng. | ” |

Bán hàng theo nhóm là một cách để ảnh hưởng đến doanh thu. Bán hàng nhóm nghĩa là "một nhóm người đại diện cho bộ phận bán hàng và các bộ phận khác trong công ty, chẳng hạn như tài chính, sản xuất và nghiên cứu và phát triển". (Spiro) Bán hàng theo nhóm xuất hiện vào những năm 1990 thông qua quản lý chất lượng toàn diện (TQM). TQM xảy ra khi các công ty cố gắng cải thiện sự hài lòng của khách hàng bằng cách liên tục cải thiện tất cả các hoạt động của họ.

### Mối quan hệ với tiếp thị
Tiếp thị và bán hàng khác nhau rất nhiều, nhưng nói chung có cùng một mục tiêu. Bán hàng là giai đoạn cuối cùng trong tiếp thị, bao gồm định giá, khuyến mãi, chọn địa điểm và sản phẩm (4P). Bộ phận tiếp thị trong một tổ chức có mục tiêu là gia tăng sự thèm muốn và giá trị cho khách hàng và tăng số lượng và tương tác của các tương tác giữa khách hàng tiềm năng và tổ chức. Đạt được mục tiêu này có thể liên quan đến nhóm bán hàng sử dụng các kỹ thuật quảng cáo như quảng cáo, chương trình khuyến mại, quảng bá và quan hệ công chúng, tạo kênh bán hàng mới hoặc tạo sản phẩm mới (phát triển sản phẩm mới). Nó cũng có thể đưa khách hàng tiềm năng truy cập vào (các) trang web của tổ chức để biết thêm thông tin hoặc liên hệ với tổ chức để biết thêm thông tin hoặc tương tác với tổ chức qua phương tiện truyền thông xã hội như Twitter, Facebook và blog. Giá trị xã hội cũng đóng một vai trò quan trọng trong quá trình ra quyết định của người tiêu dùng. Tiếp thị là công việc về thuyết phục được thực hiện cho toàn thể những khách hàng mục tiêu. Bán hàng là sự thuyết phục và nỗ lực các khách hàng cá nhân (B2C), hoặc doanh nghiệp (B2B) trực tiếp hoặc qua điện thoại hoặc trong môi trường kỹ thuật số, để kiếm nguồn sống vào công ty.
Lĩnh vực kỹ thuật quy trình bán hàng xem "bán hàng" là đầu ra của một hệ thống lớn hơn chứ không phải là đầu ra của một bộ phận. Hệ thống lớn hơn bao gồm nhiều bộ phận khác nhau trong một tổ chức. Từ quan điểm này, "bán hàng" và "tiếp thị" (trong số các tên khác, chẳng hạn như "dịch vụ khách hàng") được cho là một số quy trình có đầu vào và đầu ra cung cấp cho nhau với các mức độ khác nhau. Trong bối cảnh này, việc cải thiện "đầu ra" (như bán hàng) liên quan đến việc nghiên cứu và cải tiến quy trình bán hàng rộng hơn, như trong bất kỳ hệ thống nào, vì các bộ phận thành phần tương tác và phụ thuộc lẫn nhau.
Nhiều tập đoàn lớn cấu trúc bộ phận tiếp thị của họ để họ được tích hợp trực tiếp với tất cả các ngành nghề kinh doanh. Họ tạo ra nhiều đội chỉ tập trung vào một thứ và các nhà quản lý của các đội này phải phối hợp các nỗ lực để thúc đẩy lợi nhuận và thành công trong kinh doanh. Ví dụ: chiến dịch tập trung vào "nội địa" tìm cách thúc đẩy nhiều khách hàng hơn "bước qua cửa", giúp bộ phận bán hàng có cơ hội bán sản phẩm của họ tốt hơn cho người tiêu dùng. Một chương trình tiếp thị tốt sẽ giải quyết bất kỳ nhược điểm tiềm năng nào.
Bộ phận bán hàng nhằm mục đích cải thiện sự tương tác giữa khách hàng và cơ sở hoặc cơ chế bán hàng (ví dụ, trang web) hoặc nhân viên bán hàng. Bán hàng là bộ mặt của bất kỳ tổ chức nào, điều này sẽ luôn luôn diễn ra trước bất kỳ quy trình kinh doanh. Quản lý bán hàng sẽ phá vỡ quy trình bán hàng và sau đó tăng hiệu quả của các quy trình rời rạc cũng như sự tương tác giữa các quy trình. Ví dụ, trong nhiều môi trường bán hàng ngoài quy trình, quy trình điển hình bao gồm gọi điện, chào hàng, xử lý phản đối, xác định cơ hội và chốt giao dịch. Mỗi bước của quy trình này có các vấn đề liên quan đến bán hàng, kỹ năng và nhu cầu đào tạo, cũng như các giải pháp tiếp thị để cải thiện từng bước rời rạc cũng như toàn bộ quá trình. Trong nhiều trường hợp trở thành một nhân viên bán hàng là một nghề nghiệp mặc định vì không có nhiều người mong muốn trở thành một nhân viên bán hàng mà là rơi vào công việc do hoàn cảnh. Nó có thể rất đáng làm vì bạn nhận thù lao dưới hình thức tiền lương và hoa hồng.
Một biến thể phổ biến hơn nữa của tiếp thị liên quan đến việc không có khả năng đo lường kết quả với rất nhiều sáng kiến tiếp thị. Về bản chất, nhiều giám đốc tiếp thị và quảng cáo thường đánh mất mục tiêu bán hàng / doanh thu / lợi nhuận, vì họ tập trung vào việc thiết lập một chương trình sáng tạo / có tính đổi mới mà không cần phải quan tâm đến các báo cáo kết quả kinh doanh - một cạm bẫy cơ bản của tiếp thị vì lợi ích của tiếp thị..
Nhiều công ty cảm thấy khó khăn khi tiếp thị và bán hàng trên cùng một trang. Hai phòng ban mặc dù khác nhau về bản chất là xử lý các khái niệm rất giống nhau và phải làm việc cùng nhau để bán hàng thành công. Xây dựng mối quan hệ tốt đẹp giữa hai bộ phận này bằng cách  khuyến khích giao tiếp có thể là chìa khóa để thành công - ngay cả trong nền kinh tế suy thoái.

### Tiếp thị công nghiệp
Ý tưởng rằng tiếp thị có khả năng loại bỏ nhu cầu cho người bán hàng phụ thuộc hoàn toàn vào bối cảnh. Ví dụ, điều này có thể xảy ra trong một số tình huống B2C; tuy nhiên, đối với nhiều giao dịch B2B (ví dụ, các giao dịch liên quan đến các tổ chức công nghiệp) thì điều này hầu như là không thể. Một chiều khác là giá trị của hàng hóa được bán. Hàng tiêu dùng nhanh (FMCG) không yêu cầu nhân viên bán hàng tại điểm bán hàng để lấy hàng khỏi kệ siêu thị và vào xe đẩy của khách hàng. Tuy nhiên, việc mua thiết bị khai khoáng lớn trị giá hàng triệu đô la sẽ yêu cầu một nhân viên bán hàng quản lý quy trình bán hàng - đặc biệt là khi đối mặt với các đối thủ cạnh tranh. Các doanh nghiệp vừa và nhỏ bán các món hàng lớn cho các cơ sở khách hàng phân tán theo địa lý bằng cách sử dụng đại diện của các nhà sản xuất để cung cấp dịch vụ cá nhân cao này trong khi tránh chi phí về lực lượng bán hàng lớn.

### Bán hàng và tiếp thị liên kết và tích hợp
Một lĩnh vực thảo luận khác liên quan đến nhu cầu liên kết và tích hợp các chức năng bán hàng và tiếp thị của công ty. Theo một báo cáo từ Hội đồng Giám đốc Tiếp thị (CMO), chỉ có 40% các công ty có các chương trình, hệ thống hoặc quy trình chính thức để sắp xếp và tích hợp hai chức năng quan trọng.
Theo truyền thống, hai chức năng này, như được tham chiếu ở trên, đã hoạt động riêng biệt, còn lại trong các lĩnh vực có nhiệm vụ chiến thuật. Cuốn sách của Glen Petersen Nghịch lý tối đa hóa lợi nhuận thấy những thay đổi trong bối cảnh cạnh tranh giữa những năm 1950 và thời điểm viết kịch tính đến mức độ phức tạp của sự lựa chọn, giá cả và cơ hội cho khách hàng đã buộc mối quan hệ dường như đơn giản và tích hợp này giữa bán hàng và tiếp thị thay đổi mãi mãi. Petersen tiếp tục nhấn mạnh rằng nhân viên bán hàng dành khoảng 40 phần trăm thời gian chuẩn bị giao hàng cho khách hàng trong khi tận dụng ít hơn 50% nguồn lực được tạo ra bởi tiếp thị, thêm vào đó tiếp thị không được liên lạc với khách hàng và bộ phận bán hàng có thể không truyền thông điệp đến khách hàng và tuân theo chiến lược đề ra.

## Hình thức bán hàng

### Danh sách các hình thức bán hàng
Việc bán hàng có thể diễn ra thông qua:
- Bán hàng trực tiếp, liên quan đến liên lạc giữa các cá nhân
- Bán hàng qua kênh phân phối, mô hình bán hàng gián tiếp, khác với bán hàng trực tiếp. Bán hàng qua kênh là cách để người bán tiếp cận thị trường "B2B" và "B2C" thông qua nhà phân phối, người bán lại hoặc người bán lại có giá trị gia tăng VARS.
- Bán hàng chiếu lệ
- Dựa trên đại lý
  - Đại lý bán hàng (ví dụ: bất động sản hoặc trong sản xuất)
  - Khoán ngoài việc bán hàng thông qua đại diện có nhãn hiệu trực tiếp
  - Giao dịch bán hàng
  - Bán hàng tư vấn
  - Bán hàng phức tạp
  - Ký gửi
  - Telemarketing hoặc telesales
  - Bán lẻ hoặc người tiêu dùng
- Nhân viên bán hàng rong
  - Bán hàng tận nhà
  - Bán rong
- Đề nghị mời thầu - Lời mời cho nhà cung cấp, thông qua quá trình đấu thầu, để gửi đề xuất về một sản phẩm hoặc dịch vụ cụ thể. Một RFP thường đại diện cho một phần của một quá trình bán hàng phức tạp, còn được gọi là "bán hàng doanh nghiệp"
- Doanh nghiệp đến doanh nghiệp - Doanh số từ doanh nghiệp đến doanh nghiệp ("B2B") có khả năng lớn hơn về khối lượng, giá trị kinh tế và tính phức tạp hơn doanh số bán hàng từ doanh nghiệp đến người tiêu dùng ("B2C"). Do sự phức tạp này, cần phải quản lý mối quan hệ giữa các tổ chức mua và bán, ví dụ như sử dụng các mô hình mối quan hệ của Peter Cheverton[10] và bản đồ các bên liên quan của Anderson, Bryson và Crosby[11]
- Điện tử
  - Web - Doanh nghiệp tới doanh nghiệp ("B2B") và doanh nghiệp tới người tiêu dùng ("B2C")
  - Trao đổi dữ liệu điện tử (EDI) - Một bộ tiêu chuẩn để cấu trúc thông tin được trao đổi điện tử giữa và trong các doanh nghiệp
- Gián tiếp, trung gian với con người nhưng có liên hệ gián tiếp
  - Đặt hàng qua thư
  - Máy bán hàng tự động
- Kỹ thuật bán hàng:
  - Bán hàng có tư vấn
  - Hỗ trợ bán hàng
  - Bán giải pháp
  - Bán khái niệm
  - Bán chiến lược
  - Bán giao dịch
  - Thương lượng bán hàng
  - Bán hàng nội địa
  - Bán hàng ngược chiều
  - Bán hàng gia tăng
  - Bán chéo sản phẩm
  - Vẽ tranh
  - Mua mang đi
  - Thói quen bán hàng
  - Bán mối quan hệ
  - Khoán ngoài việc bán hàng
  - Cuộc gọi lạnh
  - Bán có bảo đảm
  - Bán dựa trên nhu cầu
  - Kỹ năng bán hàng chuyên nghiệp
  - Bán thuyết phục
  - Bán hàng cứng rắn
  - Bán dựa theo giá cả
  - Bán tài khoản đích
  - Hệ thống bán hàng Sandler
  - Bán hàng đối thủ
  - Bán chủ động
  - Đấu giá
  - Bán hàng xã hội
  - Bán hàng cá nhân

### Đại lý bán hàng
Các đại lý trong quy trình bán hàng có thể đại diện cho một trong hai bên trong quy trình bán hàng; ví dụ:
1. Môi giới bán hàng, đại lý bán hàng, đại lý bán hàng, đại diện người bán: Đây là vai trò truyền thống nơi nhân viên bán hàng đại diện cho một cá nhân hoặc công ty để hoàn tất giao dịch mua bán.
2. Môi giới người mua: Đây là nơi người bán hàng đại diện cho người tiêu dùng thực hiện giao dịch mua. Điều này thường được áp dụng trong các giao dịch lớn.
3. Đại lý kép: Đây là nơi nhân viên bán hàng đại diện cho cả hai bên trong hoạt động bán hàng và đóng vai trò là trung gian hòa giải cho giao dịch. Vai trò của nhân viên bán hàng ở đây là để giám sát rằng cả hai bên nhận được một thỏa thuận trung thực và công bằng, và chịu trách nhiệm với cả hai.
4. Nhà môi giới giao dịch: Đây là nơi nhân viên bán hàng đại diện cho cả hai bên nhưng chỉ xử lý giao dịch. Người bán không chịu trách nhiệm đối với một trong hai bên nhận được một hợp đồng công bằng hoặc trung thực, chỉ rằng tất cả các giấy tờ đều được xử lý đúng cách.
5. Khoán ngoài việc bán hàng liên quan đến đại diện thương hiệu trực tiếp nơi đại diện bán hàng được tuyển dụng, thuê và quản lý bởi một thực thể bên ngoài nhưng giữ hạn ngạch, đại diện cho họ là thương hiệu của khách hàng và báo cáo tất cả các hoạt động (thông qua kênh quản lý bán hàng của riêng họ) cho khách hàng. Nó giống như một phần mở rộng ảo của một lực lượng bán hàng (xem khoán ngoài việc bán hàng).
6. Quản lý bán hàng nhằm mục đích thực hiện các chiến lược bán hàng và kỹ thuật quản lý khác nhau nhằm tạo điều kiện thuận lợi cho lợi nhuận được cải thiện và tăng doanh số bán hàng. Họ cũng chịu trách nhiệm điều phối bộ phận bán hàng và tiếp thị cũng như giám sát liên quan đến việc thực hiện công bằng và trung thực quy trình bán hàng của đại lý của họ.
7. Nhân viên bán hàng: Chức năng chính của nhân viên bán hàng chuyên nghiệp là tạo và chốt việc buôn bán dẫn đến doanh thu. Nhân viên bán hàng sẽ thực hiện chức năng chính của họ thông qua nhiều phương tiện bao gồm các cuộc gọi điện thoại, email, phương tiện truyền thông xã hội, mạng và gọi điện lạnh. Mục tiêu chính của nhân viên bán hàng thành công là tìm người tiêu dùng để bán. Bán hàng thường được gọi là "trò chơi với những con số" vì luật chung về trung bình và các hình mẫu về việc chốt việc kinh doanh thành công sẽ xuất hiện thông qua hoạt động bán hàng nâng cao. Các hoạt động của nhân viên bán hàng được liệt kê sau đây và không có giới hạn: tìm kiếm khách hàng tiềm năng, bồi dưỡng mối quan hệ với khách hàng tiềm năng, xây dựng niềm tin với khách hàng trong tương lai, xác định và lấp đầy nhu cầu của người tiêu dùng, và do đó biến khách hàng tiềm năng thành khách hàng thực tế. Nhiều công cụ được nhân viên bán hàng thành công sử dụng, điều quan trọng nhất là đặt câu hỏi được xác định trước là một loạt các câu hỏi và kết quả cho phép nhân viên bán hàng hiểu mục tiêu và yêu cầu của khách hàng liên quan đến sản phẩm. Việc tạo ra giá trị hoặc giá trị nhận thức là kết quả của việc thu thập thông tin, phân tích mục tiêu và nhu cầu của khách hàng tiềm năng và tận dụng các sản phẩm hoặc dịch vụ của công ty bán hàng đại diện hoặc bán theo cách hiệu quả nhất đạt được mục tiêu hoặc khách hàng tiềm năng những gì họ cần. Nhân viên bán hàng hiệu quả sẽ sản phẩm của họ và trình bày giải pháp được đề xuất của họ theo cách dẫn khách hàng tiềm năng đến kết luận rằng họ có được giải pháp, dẫn đến doanh thu và lợi nhuận cho nhân viên bán hàng và tổ chức mà họ đại diện.
8. Chuyên viên bán hàng qua Internet: Những người này chủ yếu chịu trách nhiệm đảm bảo phản hồi ngay lập tức cho khách hàng tiềm năng được tạo thông qua các chiến dịch truyền thông xã hội, trang web hoặc email.

### Doanh thu nội bộ so với doanh số bán hàng bên ngoài
Tại Hoa Kỳ, Đạo luật tiêu chuẩn lao động công bằng định nghĩa đại diện bán hàng bên ngoài là "nhân viên bán sản phẩm, dịch vụ hoặc cơ sở vật chất của chủ lao động cho khách hàng cách xa nơi làm việc của doanh nghiệp, nói chung, tại địa điểm của khách hàng của doanh nghiệp hoặc bằng cách bán tại nhà của khách hàng "trong khi xác định những người làm việc" từ vị trí của chủ nhân "như bên trong bán hàng. Doanh số bán hàng nội bộ thường liên quan đến việc cố gắng chốt thương vụ chủ yếu qua điện thoại thông qua tiếp thị qua điện thoại, trong khi bán hàng bên ngoài thường liên quan đến công việc điện thoại ban đầu để đặt cuộc gọi bán hàng tại vị trí của người mua tiềm năng để cố gắng chốt giao dịch trực tiếp. Một số công ty có bộ phận bán hàng bên trong làm việc với đại diện bên ngoài và đặt lịch hẹn cho họ. Bán hàng bên trong đôi khi đề cập đến việc bán gia tăng cho khách hàng hiện tại.